# Anartioschiza diversa
Anartioschiza diversa är en skalbaggsart som beskrevs av Moser 1913. Anartioschiza diversa ingår i släktet Anartioschiza och familjen Melolonthidae. Inga underarter finns listade i Catalogue of Life.